# Howard Marks
Howard Marks, noto anche con lo pseudonimo di Mr Nice (Kenfing Hill, 13 agosto 1945 – Leeds, 10 aprile 2016), è stato un criminale e attivista britannico, ex trafficante internazionale di marijuana e hashish.

## Biografia
Laureatosi in fisica al Balliol College di Oxford, abbandona la carriera accademica per diventare uno dei più grandi trafficanti mondiali di droghe leggere.
La sua autobiografia, best seller mondiale (600 000 copie solo nel Regno Unito) uscita nel 2001, si chiama Mr Nice, dal nome di uno dei suoi innumerevoli alias; da essa è stato tratto un film omonimo. In Italia è arrivata all'undicesima ristampa. Nella biografia si raccontano dei suoi legami con l'MI6, il servizio segreto britannico, l'IRA, la CIA, la mafia, le triadi asiatiche e quindici anni di traffici ingenti, via aerea e via mare, fra Pakistan, Filippine, Thailandia, Regno Unito, Paesi Bassi, Canada, Hong Kong, Vietnam, Stati Uniti e Spagna, culminati in sette anni di carcere, alcuni dei quali nel durissimo istituto di Terre Haute.
Ha vissuto gli ultimi anni nel Regno Unito e si era fatto notare per campagne pubbliche di opinione sulla liberalizzazione delle droghe leggere; nel 1997 ha fondato il partito per la legalizzazione della cannabis, concorrendo alle elezioni politiche inglesi per un posto da deputato.
Intorno alla fine del mese di gennaio del 2015, Howard Marks ha annunciato di avere un cancro inoperabile all'intestino con metastasi ai polmoni e al fegato e di ritenere, sulla base dei colloqui coi medici, di avere ancora pochi mesi da vivere. Nel corso delle dichiarazioni sulla propria salute, Marks ha voluto sottolineare come la sua sia stata una vita bellissima, intensa e che lo ha lasciato pienamente soddisfatto, al punto di non avere alcun rimpianto né di averne avuti per gran parte della sua esistenza stessa.
Muore il 10 aprile 2016 all'età di 70 anni in seguito alla malattia.
Nel 1999 ha fondato con Scott Blakey (Shantibaba) una banca di semi chiamata Mr. Nice SeedBank, in suo onore. La Mr. Nice SeedBank ancora oggi ricerca e seleziona diverse varietà di cannabis a scopo terapeutico e non-terapeutico. Nel catalogo delle varietà commercializzate da questa banca, figura la Nordle, chiamata con il nomignolo (nordle appunto) con cui Mr. Nice faceva riferimento all'hashish importato dall'Afghanistan. Le piante di questa varietà hanno lo stesso odore di quell'hashish che negli anni ottanta grazie a Mr. Nice invase Gran Bretagna e USA. Ed altre varietà che hanno vinto diverse Cannabis Cup, come la White widow e El Nino.